# IBM Power Systems

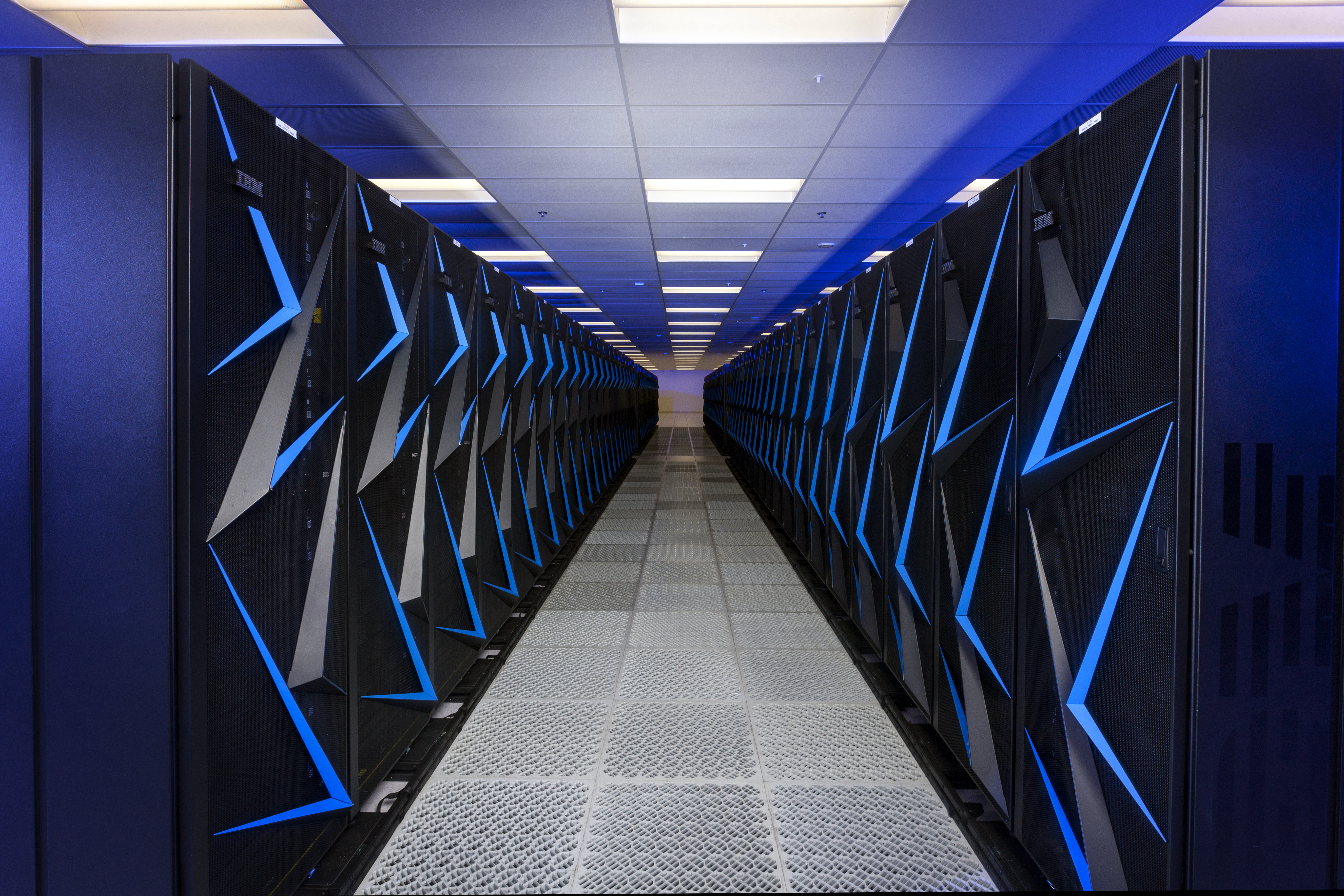
Il supercomputer Sierra, basato su nodi Power System

Power Systems è una famiglia di server prodotti da IBM e basati sui suoi processori Power. È stata creata nel 2008 come fusione delle linee di prodotti System p e System i.

## Storia
All'inizio degli anni 90, IBM disponeva di due distinte linee hardware basate su POWER e PowerPC:
- Server con processori con architettura IBM PowerPC-AS nella famiglia AS/400 (in seguito noto come iSeries, poi System i) che eseguono OS/400 (in seguito noto come i5/OS e ora IBM i)
- Server e workstation che utilizzano processori POWER e PowerPC della famiglia RS/6000 (in seguito nota come pSeries, quindi System p), che eseguono IBM AIX e PowerLinux.

Dopo l'introduzione del processore POWER4 nel 2001, c'era ormai poca differenza tra l'hardware "p" e "i", infatti le uniche differenze erano sostanzialmente nelle offerte di software e servizi. Con l'introduzione del processore POWER5 nel 2004, anche la numerazione dei prodotti è stata sincronizzata. Il System i5 570 era praticamente identico al System p5 570.
Nell'aprile 2008, IBM ha ufficialmente unito le due linee di server e workstation con lo stesso nome, Power, e successivamente Power Systems, con hardware identico e una scelta di sistemi operativi, software e contratti di servizio, basati in precedenza su un'architettura POWER6. La linea PowerPC è stata quindi interrotta.

## Modelli
Modelli IBM Power Systems:
- 2008/2009
  - BladeCenter JS12 Express
  - BladeCenter JS22 Express
  - BladeCenter JS23 Express
  - BladeCenter JS43 Express
  - Power 520 Express
  - Power 550 Express
  - Power 560 Express
  - Power 570
  - Power 575
  - Power 595
- 2010
  - BladeCenter PS700 Express
  - BladeCenter PS701 Express
  - BladeCenter PS702 Express
  - Power 710 Express
  - Power 720 Express (8202-E4B, 8202-E4C) (CPU POWER7 a 4, 6 o 8 core) [3][4]
  - Power 730 Express
  - Power 740 Express (8205-E6B, 8205-E6C) (1~2 CPU POWER7 a 4, 6 o 8 core) [3][4]
  - Power 750 Express (8233-E8B) (CPU POWER7 1~4 6 o 8 core) [5]
  - Power 755 (8236-E8C) (4 CPU POWER7 a 8 core) – per il calcolo ad alte prestazioni (HPC)[5]
  - Power 770
  - Power 780
  - Power 795
- 2011
  - Power 775 – noto anche come PERCS
- 2012
  - Flex System p260
  - Flex System p460
  - Flex System p24L (solo Linux)
- 2013
  - Power 720 Express (8202-E4D) (CPU POWER7+ a 4, 6 o 8 core) [6]
  - Power 740 Express (8205-E6D) (CPU POWER7+ 1~2 6 o 8 core) [6]
  - Power 750 Express (8408-E8D) (1~4 DCM POWER7+ a 8 core) [7]
  - Power 760 (9109-RMD) (1~4 POWER7+ DCM a 12 core) [7]
- 2014

- - Power Systems S821LC e S821LC
  - Power Systems S822 e S822L
  - Power Systems S814
  - Power Systems S824 e S824L
  - Power Systems E870
  - Power Systems E880
- 2015
  - Power Systems E850
  - Power Systems S812L e S812LC
  - Power Systems S822LC
- 2017
  - Power Systems AC922
  - Power Systems L922
  - Power Systems S914
  - Power Systems S922
  - Power Systems S924
  - Power Systems H922
  - Power Systems H924
  - Power Systems E950
  - Power Systems E980

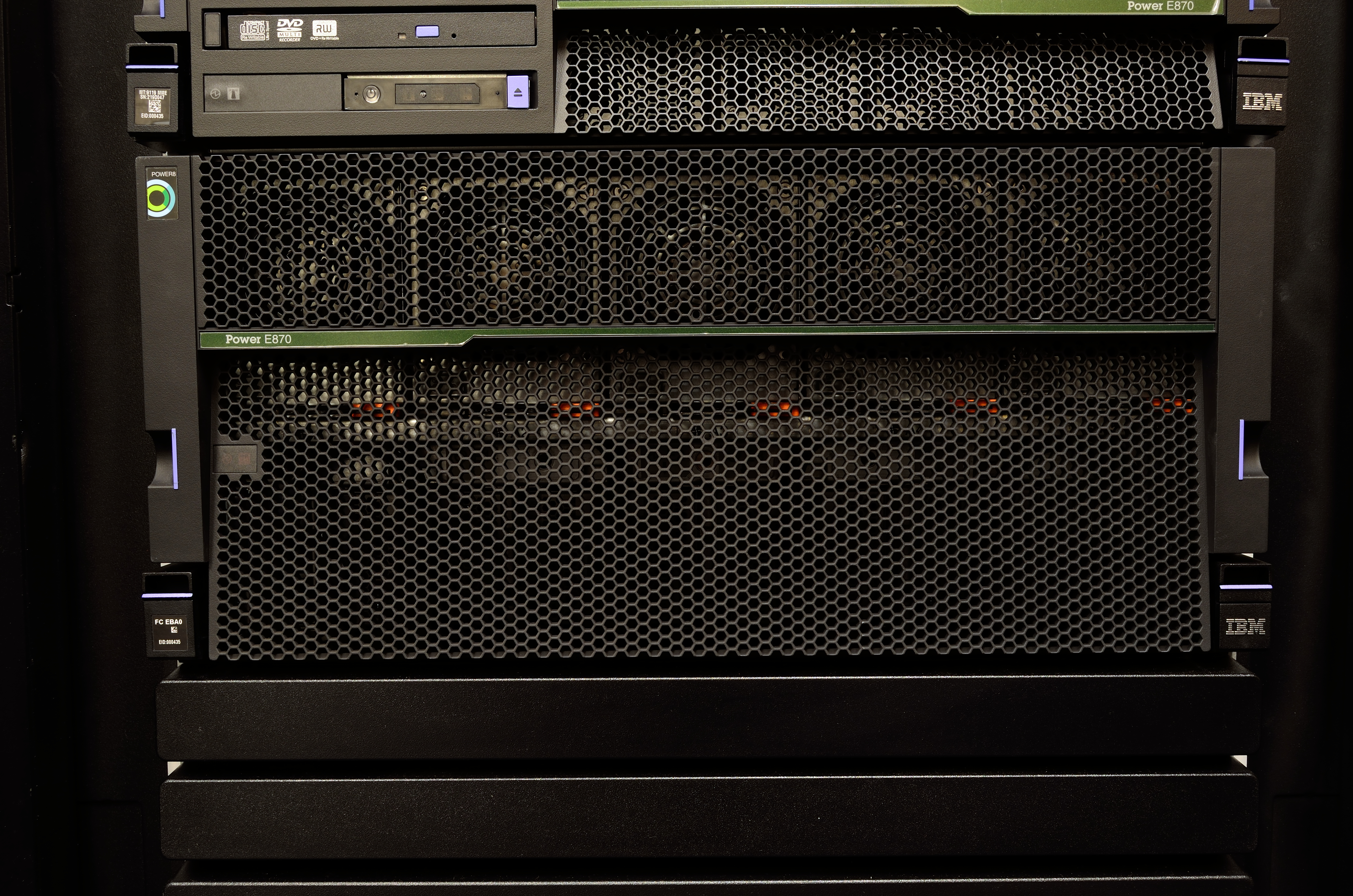
IBM Power Systems E870 basato su POWER8 può essere configurato con un massimo di 80 core di processore e 8 TB di memoria.

IBM PowerVM fornisce la soluzione di virtualizzazione per i server Power Systems.